# ASマゼンタ
ASマゼンタ（L'Association Sportive Magenta）は、ニューカレドニアの首都ヌメアに本拠地を置くサッカークラブチーム。OFCに所属している。

## 概要
2004-05シーズンのオセアニアクラブ選手権決勝で、シドニーFC（オーストラリア）に2-0で敗れた。
2019年のOFCチャンピオンズリーグでは、準決勝で同大会で最多9回の優勝を誇るニュージーランドのオークランド・シティを2-1で下し、決勝に進んだ。決勝戦は史上初となるニューカレドニア勢同士での対戦となったが、ヤンゲン・スポールに0-1で敗れ初優勝を逃した。

## タイトル

### 国内タイトル
- リーグ：12回
  - 2002–03, 2003–04, 2004–05, 2007–08, 2008–09, 2009, 2012, 2014, 2015, 2016, 2018, 2023
- カップ戦：16回
  - 1969, 1970, 1971, 1972, 1975, 1996, 2000, 2001, 2002, 2002–03, 2003–04, 2004–05, 2010, 2014, 2016, 2018